# Nuria Amat

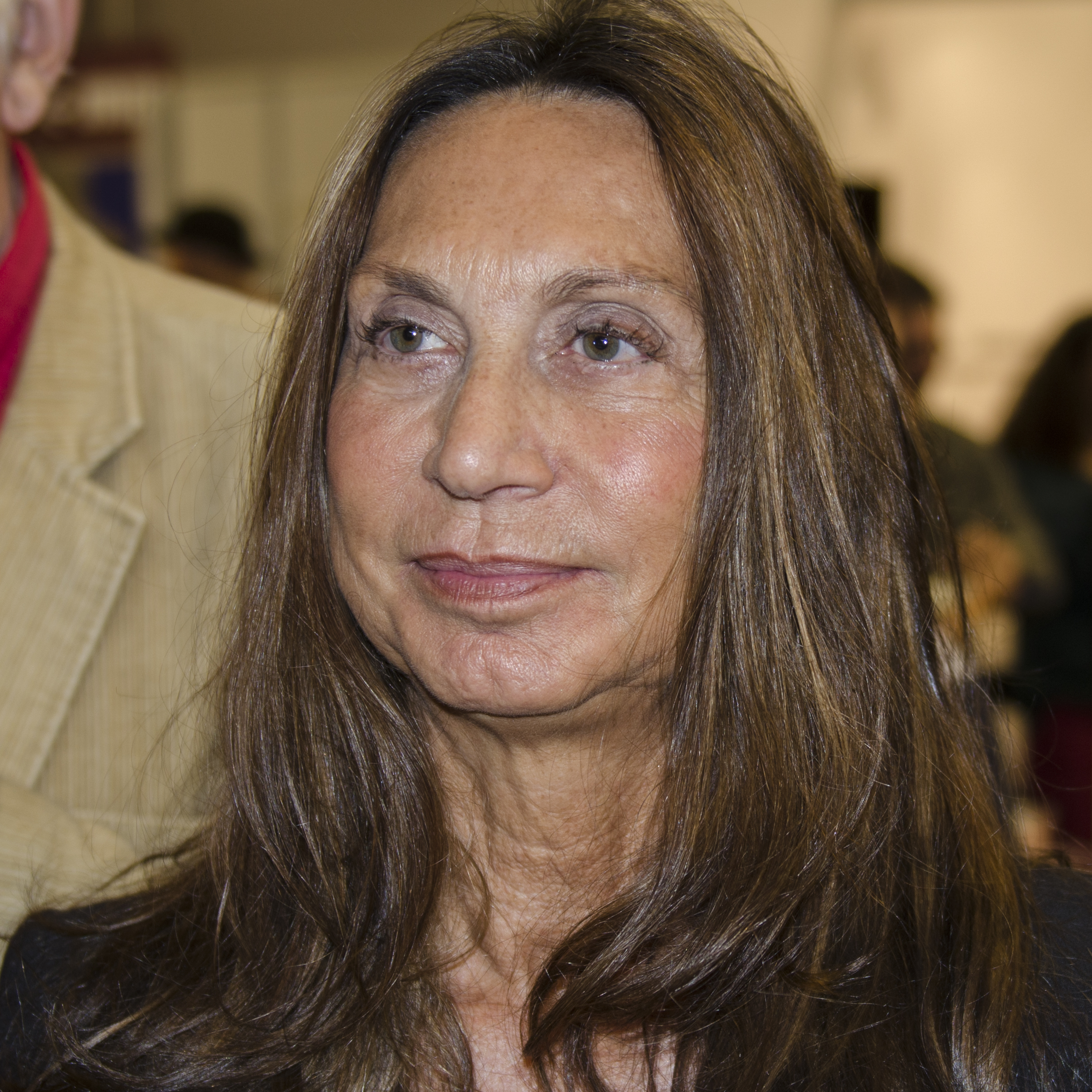
Núria Amat auf der Göteborg Book Fair 2014

Nuria Amat Noguera (* 1950 in Barcelona) ist eine spanische Schriftstellerin, die spanischer und katalanischer Sprache schreibt. Sie war Dozentin an der Fakultät für Bibliothekswissenschaft der Universität Barcelona.

## Biografie
Nuria Amat Noguera wurde in Barcelona geboren, wo sie auch heute lebt. Sie lebte auch in Kolumbien, Mexiko, Berlin, Paris und den Vereinigten Staaten. Sie studierte Philosophie und Literatur und promovierte an der Universidad Autónoma de Barcelona in Informationswissenschaften mit dem Dissertationsthema De la información al saber. Sie war Dozentin für Dokumentationswissenschaften und -technologien und Dozentin an der Fakultät für Bibliothekswissenschaft der Universität Barcelona. Sie veröffentlichte Beiträge in der nationalen und internationalen Presse.
Sie wurde besonders durch ihre Romane und Sammlungen von Kurzgeschichten bekannt. Sie gilt als eine der bedeutendsten spanischsprachigen Erzählerinnen. Des Weiteren ist sie als Essayistin, Lyrikerin, Journalistin und Theaterautorin tätig.
Schon in ihren ersten Publikationen, wie dem Roman Pan de boda und den Erzählungen El ladrón de libros, Amor breve und Monstruos, zeichnete sie sich durch die Qualität ihrer Prosa aus. Ihre Vorstellung von Literatur geht über die Grenzen der literarischen Genres hinaus und zeigt sich in bahnbrechenden Werken aus den 1990er Jahren wie Todos somos Kafka und Viajar es muy difícil, die in den 2020er Jahren neu aufgelegt wurden und in denen sie Belletristik, Autobiografie und Metaliteratur miteinander verbindet und damit literarische Trends vorwegnimmt, die nun aktuell wurden. In ihrem Theaterstück Pat’s Room wechseln sich die Figuren mit Dialogen auf Spanisch und Katalanisch ab; das Stück wurde 1997 im Rahmen des Grec-Festivals in der Sala Beckett in Barcelona uraufgeführt.
Seither und mit der Veröffentlichung der Romane La intimidad, El país del alma (Finalist des Literaturpreises Premio Internacional de Novela Rómulo Gallegos 2001) und Reina de América (Kulturpreis Premio Ciudad de Barcelona 2002) begann ihre internationale Bekanntheit. Angesehene Literaturübersetzer übersetzten ihre Werke ins Englische, Französische, Italienische, Ungarische, Rumänische, Arabische, Portugiesische, Tschechische, Deutsche und Schwedische. Die englische Fassung von Reina de América (Queen Cocaine) wurde für den prestigeträchtigen internationalen Premio Internacional IMPAC 2007 nominiert. Ihr jüngst (Stand 10/2022) veröffentlichter Roman trägt den Titel Deja que la vida llueva sobre mí.
Zu ihren herausragenden Essays zählen Letra herida, El libro mudo, Juan Rulfo – eine einzigartige Biographie des mexikanischen Schriftstellers – und Escribir y callar. Zu ihren poetischen Werken zählen Amor infiel und Poemas impuros. Im November 2008 arbeitete sie auf Einladung von Carlos Fuentes und Gabriel García Márquez am Lehrstuhl von Julio Cortázar (Mexiko). Dort leitete sie einen Kurs über die Kunst der Literatur und die Kunst des Lesens und entwickelte in einer Lehrveranstaltung einige Themen für ihren Essay Escribir y callar.
Im Februar 2011 wurde sie mit dem Ramon-Llull-Preis 2011 für katalanische Literatur für ihren ersten Roman in katalanischer Sprache Amor i guerra ausgezeichnet. Die Jury, bestehend aus Leonello Brandolini, Pere Gimferrer, Gabriel Janer Manila, Gemma Lienas, Damià Pons, Carles Pujol und Carme Riera, hob die meisterhafte Gestaltung der Romanfiguren durch Nuria Amat hervor. Im Herbst 2011 erschien der Originaltext des Romans Amor y Guerra bei Editorial Planeta und in der französischen Übersetzung Un feu d´eté beim französischen Verlag Editorial Robert Laffont.
Im Oktober 2013 erhielt sie nach ihrer Eröffnungsrede auf der Buchmesse in Valencia den Orden Alejo Zuloaga, Venezuela, der zuvor u. a. an Fernando Savater, Carlos Monsiváis, Antonio Gamoneda, Julio Ortega und Antonio Skármeta verliehen worden war.
Sie sorgte wegen ihrer Meinung gegen die katalanische Unabhängigkeit für Aufsehen in den spanischen und argentinischen Medien. Kritiker lobten ihr literarisches Werk El Sanatorio (ED Libros, 2017): „Der Roman, El Sanatorio von Nuria Amat ist ein exzellenter und unschlagbarer literarischer Beitrag zum Werk von Danilo Kis. Einige ihrer Seiten erinnern an den Stil von Jonathan Swift.“ – sagte Pere Gimferrer.
„Um vielleicht die kafkaesken Züge von Katalonien etwas besser zu verstehen, empfehle ich, den Roman von Nuria Amat zu lesen, der einen sehr bezeichnenden Titel hat“ – so José Antonio Zarzalejos in (El Confidencial). Die Generalität überlässt ihre „Botschaft“ in Madrid für die Präsentation eines Buches gegen die Unabhängigkeit, La Vanguardia. Der zu aktuellen Autoren befragte Juan Goytisolo versicherte, dass die beste Schriftstellerin der Gegenwart Nuria Amat sei, obwohl sie von einer Art „Macho-Paternalismus“ boykottiert werde (El País).
Ihr Werk wurde ins Englische, Französische, Italienische, Ungarische, Rumänische, Arabische, Portugiesische, Deutsche, Tschechische und ins Schwedische übersetzt.

## Werke

### Erzählung
- Narciso y Armonía, 1982
- El ladrón de libros, 1988
- Amor Breve, 1990
- Monstruos, 1991
- Todos somos Kafka, 1993
- Viajar es muy difícil, 1995
- La intimidad, 1997
- El país del alma, 1999
- El siglo de las mujeres, 2000
- Reina de América, 2001
- Deja que la vida llueva sobre mí, 2007
- Amor i guerra, 2011
- Amor y Guerra, 2012

- El sanatorio, 2016

### Dichtung
- Pan de boda, 1979
- Amor infiel, 2004
- Poemas impuros, 2008

### Abhandlung
- La Biblioteca, 1982
- La biblioteca electrónica, 1989
- De la información al saber, 1990
- La documentación y sus tecnologías, 1994
- El libro mudo, 1994
- Letra herida, 1998
- Juan Rulfo, 2003

### Theater
- Pat's Room, aufgeführt in der  Sala Beckett von Barcelona, 1997

### Auszeichnungen
- 2002 Premio Ciudad de Barcelona für Reina de América
- 2011 Premio Ramon Llull de novela für Amor i guerra